# Радомирци
Радомѝрци е село в Северна България. То се намира в община Червен бряг, област Плевен. Кмет на селото е Петьо Димитров Йотов.

## География
Селото се намира в равнинна област на 130 km североизточно от столицата София, на 45 km от областния център Плевен по главен път София – Русе и на 10 km от общинския център Червен бряг. В близост до Радомирци протича река Панега.

## История
Селото е споменато в Османски данъчен регистър от 1639 г. като Радумирджа, Радумирча.

## Религии
- Християнство

## Мероприятия
- Селото разполага с танцов състав, който участва в представления из цяла България.
- Оформеният рибарски клуб „Амур“, кръстен на една от най-отглежданите риби в язовира, бързо набира членове и вече се организират риболовни състезания.

## Редовни събития
- Всяка година на 1 май се провежда събор, провеждат се концерти.
- Всяка година на Тодоровден се провеждат конни надбягвания и се раздават награди.

## Личности
- Митка Гръбчева (1916 – 1993), комунистка, политически деец.